# Quận Duplin, North Carolina
Quận Duplin là một quận nằm ở tiểu bang Bắc Carolina.  Tại thời điểm năm 2000, quận có dân số 49.063 người. Quận lỵ đóng ở Kenansville6.
Quận được lập năm 1750 từ quận New Hanover.  Quận đã được đặt tên theo Thomas Hay, Viscount Dupplin.

## Địa lý
Theo Cục điều tra dân số Hoa Kỳ, quận có tổng diện tích 819 dặm Anh vuông (2.121 km²), trong đó, 818 dặm Anh vuông (2.118 km²) là diện tích đất và 1 dặm Anh vuông (4 km²) trong tổng diện tích (0,17%) là diện tích mặt nước.

### Các thị trấn
Quận được chia thành 14 xã: Albertson, Cypress Creek, Faison, Glisson, Island Creek, Kenansville, Limestone, Magnolia, Rockfish, Rose Hill, Smith, Warsaw, và Wolfscrape.

### Các quận giáp ranh
- Quận Wayne, Bắc Carolina - Bắc
- Quận Lenoir, Bắc Carolina - Đông bắc
- Quận Jones, Bắc Carolina - Đông
- Quận Onslow, Bắc Carolina - Đông nam
- Quận Pender, Bắc Carolina - Nam
- Quận Sampson, Bắc Carolina - Tây

## Thông tin nhân khẩu
Theo cuộc điều tra dân số2 tiến hành năm 2000, quận này có dân số 49,063 người, 18,267 hộ, và 13,060 gia đình sinh sống trong quận này. Mật độ dân số là 60 người trên mỗi dặm Anh vuông (23/km²). Đã có 20,520 đơn vị nhà ở với một mật độ bình quân là 25 trên mỗi dặm Anh vuông (10/km²).  Cơ cấu chủng tộc của dân cư sinh sống tại quận này gồm 58,67% người da trắng, 28,94% người da đen hoặc người Mỹ gốc Phi, 0,23% người thổ dân châu Mỹ, 0,15% người gốc châu Á, 0,07% người các đảo Thái Bình Dương, 10,87% từ các chủng tộc khác, và 1,06% từ hai hay nhiều chủng tộc.  15,14% dân số là người Hispanic hoặc người Latin thuộc bất cứ chủng tộc nào.
Có 18,267 hộ trong đó có 33,20% có con cái dưới tuổi 18 sống chung với họ, 52,20% là những cặp kết hôn sinh sống với nhau, 14,20% có một chủ hộ là nữ không có chồng sống cùng, và 28,50% là không gia đình. 24,50% trong tất cả các hộ gồm các cá nhân và 11,10% có người sinh sống một mình và có độ tuổi 65 tuổi hay già hơn.  Quy mô trung bình của hộ là 2,63 còn quy mô trung bình của gia đình là 3,10,
Phân bố độ tuổi của cư dân sinh sống trong huyện là 26,10% dưới độ tuổi 18, 9,60% từ 18 đến 24, 29,30% từ 25 đến 44, 22,10% từ 45 đến 64, và 12,90% người có độ tuổi 65 tuổi hay già hơn.  Độ tuổi trung bình là 35 tuổi. Cứ mỗi 100 nữ giới thì có 98,30 nam giới. Cứ mỗi 100 nữ giới có độ tuổi 18 và lớn hơn thì, có 95,60 nam giới.
Thu nhập bình quân của một hộ ở quận này là $29.890, và thu nhập bình quân của một gia đình ở quận này là $34.760, Nam giới có thu nhập bình quân $26.212 so với mức thu nhập $20.063 đối với nữ giới. Thu nhập bình quân đầu người của quận là $14.499, Khoảng 15,30% gia đình và 19,40% dân số sống dưới ngưỡng nghèo, bao gồm 22,50% những người có độ tuổi 18 và 22,70% là những người 65 tuổi hoặc già hơn.

## Thành phố và Thị trấn
- Beulaville
- Calypso
- Chinquapin
- Faison
- Fountaintown
- Greenevers
- Harrells
- Kenansville
- Magnolia
- Rose Hill
- Sarecta
- Teachey
- Wallace
- Warsaw